# Batalla de Linuesa
La batalla de Linuesa fue un combate librado el día 21 de diciembre de 1361 en el municipio de Huesa, ubicado en la provincia de Jaén (entonces, el antiguo Reino de Jaén), entre las tropas de la Corona de Castilla y las tropas del reino nazarí de Granada, que fueron derrotadas por las fuerzas castellanas.
Al mando de las tropas castellanas se encontraban los caballeros Diego García de Padilla, maestre de la Orden de Calatrava, Enrique Enríquez el Mozo, adelantado mayor de la frontera de Andalucía y bisnieto del rey Fernando III de Castilla, y Men Rodríguez de Biedma, caudillo mayor del obispado de Jaén.

## Antecedentes
Las tropas musulmanas del reino nazarí de Granada invadieron a finales de 1361 las tierras del adelantamiento de Cazorla e incendiaron el municipio jienense de Peal de Becerro. Las fuerzas musulmanas estaban compuestas por seiscientos caballeros y dos mil peones, y al mismo tiempo se habían apoderado de numerosos cautivos, hombres y mujeres, y también de gran cantidad de ganado.

## Batalla de Linuesa
Cuando Diego García de Padilla, maestre de la Orden de Calatrava, Enrique Enríquez el Mozo, adelantado mayor de la frontera de Andalucía, y Men Rodríguez de Biedma, caudillo mayor del obispado de Jaén, tuvieron conocimiento de que los musulmanes habían invadido el adelantamiento de Cazorla y de que habían incendiado el municipio de Peal de Becerro, reunieron a sus tropas, y salieron en persecución de los musulmanes.
Las tropas castellanas se apoderaron de un paso del río Guadiana Menor, intentando aprovechar la circunstancia de que el ejército musulmán había de pasar por allí para retornar a su tierra. La batalla entre ambos ejércitos se libró el 21 de diciembre de 1361 en el término municipal de Huesa, ubicado en la provincia de Jaén.
Las tropas musulmanas llegaron al paso del río Guadiana Menor, que había sido ocupado por las tropas cristianas, e intentaron desalojar a estas últimas. Pero aquellas atacaron a las musulmanas y las derrotaron completamente, en un lugar llamado Linuesa, según recoge la llamada Crónica del rey don Pedro, en la que también consta que pocos musulmanes escaparon con vida de ese enfrentamiento.

## Consecuencias

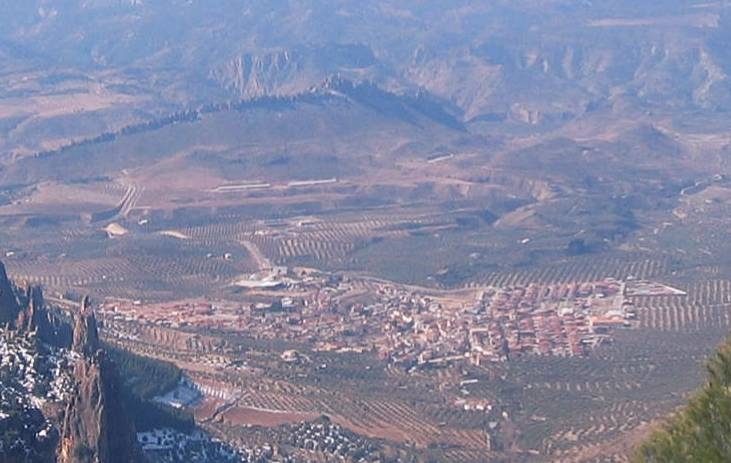
Vista del municipio de Huesa. (Provincia de Jaén).

Cuando el monarca Pedro I de Castilla tuvo conocimiento de que sus ejércitos habían derrotado a las fuerzas musulmanas en la batalla de Linuesa se alegró mucho, aunque ordenó a Diego García de Padilla, a Enrique Enríquez el Mozo y a Men Rodríguez de Biedma que le entregasen a él los cautivos de los que se habían apoderado, y les prometió darles a cambio de cada uno de ellos la suma de trescientos maravedís.
No obstante, el rey se apoderó de los cautivos pero no entregó la suma prometida a los que los habían capturado, lo que ocasionó el enojo de Diego García de Padilla, Enrique Enríquez el Mozo y Men Rodríguez de Biedma, que habían sido los comandantes cristianos durante la batalla de Linuesa.
Y poco después, los mismos comandantes fueron derrotados por las tropas musulmanas en la batalla de Guadix, que se libró en tierras granadinas en enero de 1362.